# Halloween (groupe)
Pour les articles homonymes, voir Halloween (homonymie) et Bitch.
Ne doit pas être confondu avec Helloween.
Halloween est un groupe américain de heavy metal, originaire de Détroit, dans le Michigan.

## Histoire
Halloween est formé en 1981 sous le nom de Bitch et gagne rapidement en popularité sur la scène des clubs de leur ville natale de Detroit. Pendant l'Halloween 1984, ils décident de se renommer Halloween et se donnent le surnom de Heavy Metal Horror Show. Le groupe s'habille pour chaque concert pour correspondre à ses noms et surnoms. En 1985, le premier album Don't Metal with Evil sort sur le label discographique indépendant de Detroit Motor City Metal Records (MCM). Peu de temps après, le groupe réussit à rassembler environ 2 000 fans lors de concerts. La première édition de l'album est désormais une rareté recherchée dans les cercles des collectionneurs, car MCM n'a pas été en mesure de distribuer l'album en quantités adéquates.
Bien que le groupe ait ouvert pour de grands noms comme Manowar, Megadeth, Riot et même les Cro-Mags, la carrière du groupe stagne, entre autres à cause de problèmes de line-up et d'un manque de promotion de la part du label. Le deuxième album No One Gets Out ne sort qu'en 1991, suivi de Victims of the Night en 1997, qui est en fait prévu comme successeur du premier album. Viennent ensuite 4.0 Tricks, Treats and Other Tales from the Crypt en 2003 et Horror Fire en 2006. En 2012, leur premier album est réédité par Pure Steel Records et sort pour la première fois en Europe sous forme de LP et de CD. Les versions précédentes étaient soit des importations, soit des bootlegs. Le dernier travail du groupe en date, l'album Terrortory, sort le 25 février 2012,.

## Signification
Halloween est considéré comme un groupe culte de la scène speed metal. Leur statut culte en Europe repose principalement sur leur premier album, considéré comme une rareté. Bien que l'orthographe soit différente, le groupe est parfois confondu avec Helloween, également parce que les deux groupes ont une tête de citrouille dans leur logo. En Europe, le groupe se produit, entre autres, à Keep It True 2004 et Headbangers Open Air 2008.

## Discographie

### Démos
- 1990 : Vicious Demo
- 1990 : No One Gets Out
- 1997 : 1031 a Number of Things (Central City)
- 2004 : Not Dead…in the Murder City

### Albums studio
- 1985 : Don't Metal with Evil (Motor City Metal Records)
- 1991 : No One Gets Out (Motor City Metal Records)
- 1997 : Victims of the Night (Molten Metal Productions)
- 2003 : 4.0 – Tricks, Treats and Other Tales from the Crypt (Motor City Metal Records)
- 2006 : Horror Fire (Motor City Metal Records)
- 2012 : Terrortory (Motor City Metal Records)

### Singles et EP
- 1984 : Trick or Treat (Motor City Metal Records)
- 2006 : E.vil P.ieces (Motor City Metal Records)

### Compilation
- 2008 : 13 Tracks of Horror (Hard Rocker)